# This Is Vegas
This Is Vegas aurait dû être un jeu vidéo d'action édité par Midway Games et développé par Surreal Software,. Le jeu était prévu pour 2010 sur PC et Xbox 360. Son développement a ensuite été annulé.

## Synopsis
Lorsqu’un puissant homme d’affaires commence à transformer Las Vegas en une destination de tourisme familial, vous devez bâtir votre propre empire et redonner à la ville sa célèbre réputation un brin décadente. Faites la fête sans modération dans les établissements les plus branchés afin d’y rencontrer des VIP et vous faire des connexions. Augmentez vos gains en vous asseyant aux tables où les mises sont conséquentes. Conduisez les voitures les plus rapides sur le circuit clandestin afin d’accroître votre réputation. Combattez vos ennemis à mains nues ou avec des armes pour affirmer votre force. Le choix de votre destination et de vos activités ne dépend que de votre envie : qu’il s’agisse de compter les cartes, de séduire des femmes fatales, de parcourir le Strip ou de déclencher une bagarre dans un bar, la route vers le sommet est jalonnée d’aventures excitantes.

## Système de jeu
Comme dans beaucoup de GTA-like, la liberté aurait dû être très importante, et différentes missions auraient été disponibles à travers la ville pour avancer dans l'histoire. La ville de Las Vegas était reproduite de façon assez réaliste pour l'époque.

## Développement
En proie à de grosses difficultés financières depuis 2007, « This is Vegas » constitue pour l'éditeur Midway une ultime chance avant un éventuel dépôt de bilan. This Is Vegas aurait dû normalement sortir en 2010. Cependant, Warner Bros a annulé le projet et le studio Surreal Software a été fermé.